# Дубове (Южно-Курильський міський округ)
Дубове (рос. Дубовое) — село в Росії, у складі Сахалінської області.

## Географія

Військова частина, 1979

Розташоване у південній частині острова Кунашир, у середній течії річки Головніна, на обох її берегах. Село виникло на базі відділення радгоспу «Дальній» Головнінської сільради. Назва дана згідно з постановою виконкому Сахалінської обласної Ради депутатів в серпні 1964 року і обумовлене наявністю дубових гаїв, які зростають в околицях населеного пункту.

## Населення
| 2002 | 2010 |
| ---- | ---- |
| 360  | ↗565 |